# シナピルアルデヒド
シナピルアルデヒド(Sinapaldehyde)は、化合物である。
シロイヌナズナでは、この化合物はリグニン生合成経路の一部にある。ジヒドロフラボノール-4-レダクターゼは、シナピルアルデヒドとNADPHを用いて、シナピルアルコールとNADP+を生成する。
センラ・インカナ(Senra incana)でも見られる。コルクからワインに染み出やすい低分子量のフェノール化合物である。